# Ми-32

## История
През 1972 г. конструкторското бюро „Мил“ получава задача от съветското ръководство да разработи свръхтежък транспортен хеликоптер. На модела е дадено обозначението Ми-32. Взето е решение за основа на разработката да бъде използвана конструктивната база на хеликоптера Ми-26. Основното предназначение на новия хеликоптер е превоз на тежки товари с маса до 60 тона, като елементи от нефтени платформи и ракетни комплекси.
Окончателното проектиране на хеликоптера е завършено през 1982 г. По неизвестни причини не е взето правителствено решение за по-нататъшна работа по машината.

## Тактико-технически характеристики
След предварителни изчисления е взето решение за утрояване на конструктивната схема на Ми-26 и създаването на тривинтова носеща схема, обединена в една обща конструкция.
Предвидено е корпусът на хеликоптера да има формата на равностранен триъгълник, погледната отгоре. Фюзелажът да бъде изпълнен с тръбна конструкция. Кабината на екипажа се намира в предната главна гондола на корпуса. В нея са местата на двамата пилоти, бордовия инженер и оператора. Размерите на корпуса са 40,5 х 36 х 4,3 м.
Шасито е четириопорно, с две опори под главната гондола и по една под другите две.
Силовата установка се състои от 6 двигателя Д-136, разположени по два в общ гондолен обтекател във всеки от трите върха на триъгълния фюзелаж. Всяка двойка двигатели получава въртящ момент от двигателя от главен редуктор и синхронизиращи валове.
Разчетна полетна маса – 146 тона, скорост – 230 км/ч, далечина на полета – около 600 км.